# Guyana en los Juegos Olímpicos de Moscú 1980
Guyana estuvo representada en los Juegos Olímpicos de Moscú 1980 por ocho deportistas, siete hombres y una mujer, que compitieron en tres deportes.

## Medallistas
El equipo olímpico guyanés obtuvo las siguientes medallas:
| Nombre          | Deporte | Competición |
| --------------- | ------- | ----------- |
| Oro             |         |             |
| —               |         |             |
| Plata           |         |             |
| —               |         |             |
| Bronce          |         |             |
| Michael Anthony | Boxeo   | 54 kg M     |